# Nhà Trắng

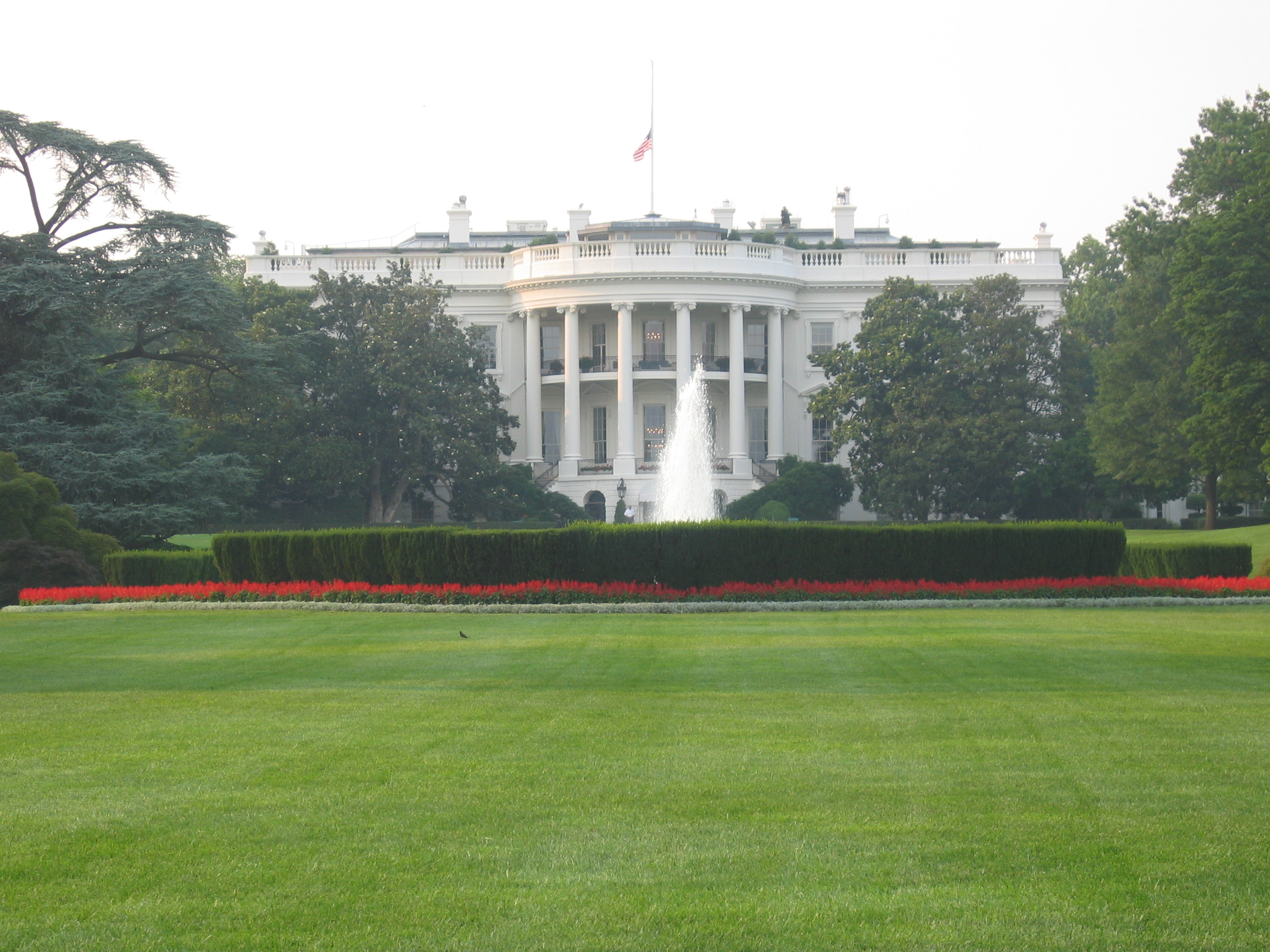
Nhà Trắng, nhìn từ phía nam

Nhà Trắng (còn gọi là Tòa Bạch Ốc hay Bạch Cung; tiếng Anh: The White House) là nơi ở và làm việc chính thức của Tổng thống Hoa Kỳ. Nhà Trắng là biệt thự sơn màu trắng xây bằng sa thạch theo kiểu tân cổ điển, số nhà 1600 Đại lộ Pennsylvania NW ở Washington, D.C..
Thuật ngữ "Nhà Trắng" thường dùng để chỉ chính quyền tổng thống Hoa Kỳ đương nhiệm do đây là nơi làm việc chính của tổng thống Hoa Kỳ, (xem Hoán dụ). Dịch vụ Vườn Quốc gia (NPS) quản lý mảnh đất vườn thuộc Công viên Tổng thống.
Hình Nhà Trắng có trên mặt sau tờ giấy bạc 20 đô la.

## Lịch sử
Nhà Trắng được xây sau khi Quốc hội quyết định thành lập Đặc khu Columbia và chọn nơi đây làm thủ đô Hoa Kỳ ngày 16/7 năm 1790. Tổng thống George Washington cùng với Pierre L’Enfant - người chịu trách nhiệm quy hoạch thành phố - giúp chọn địa điểm này.
Kiến trúc sư được chọn qua cuộc thi với chín đề án gửi đến dự thi. James Hoban - người Ireland - là người thắng cuộc. Tòa nhà khởi công xây dựng với lễ đặt viên đá đầu tiên vào ngày 13/10 năm 1792. Toà nhà, theo thiết kế của Hoban mô phỏng tầng một và hai của toà nhà Leinster House - dinh thự của một công tước toạ lạc ở Dubin, Ireland (nay là toà nhà Quốc hội Ireland).

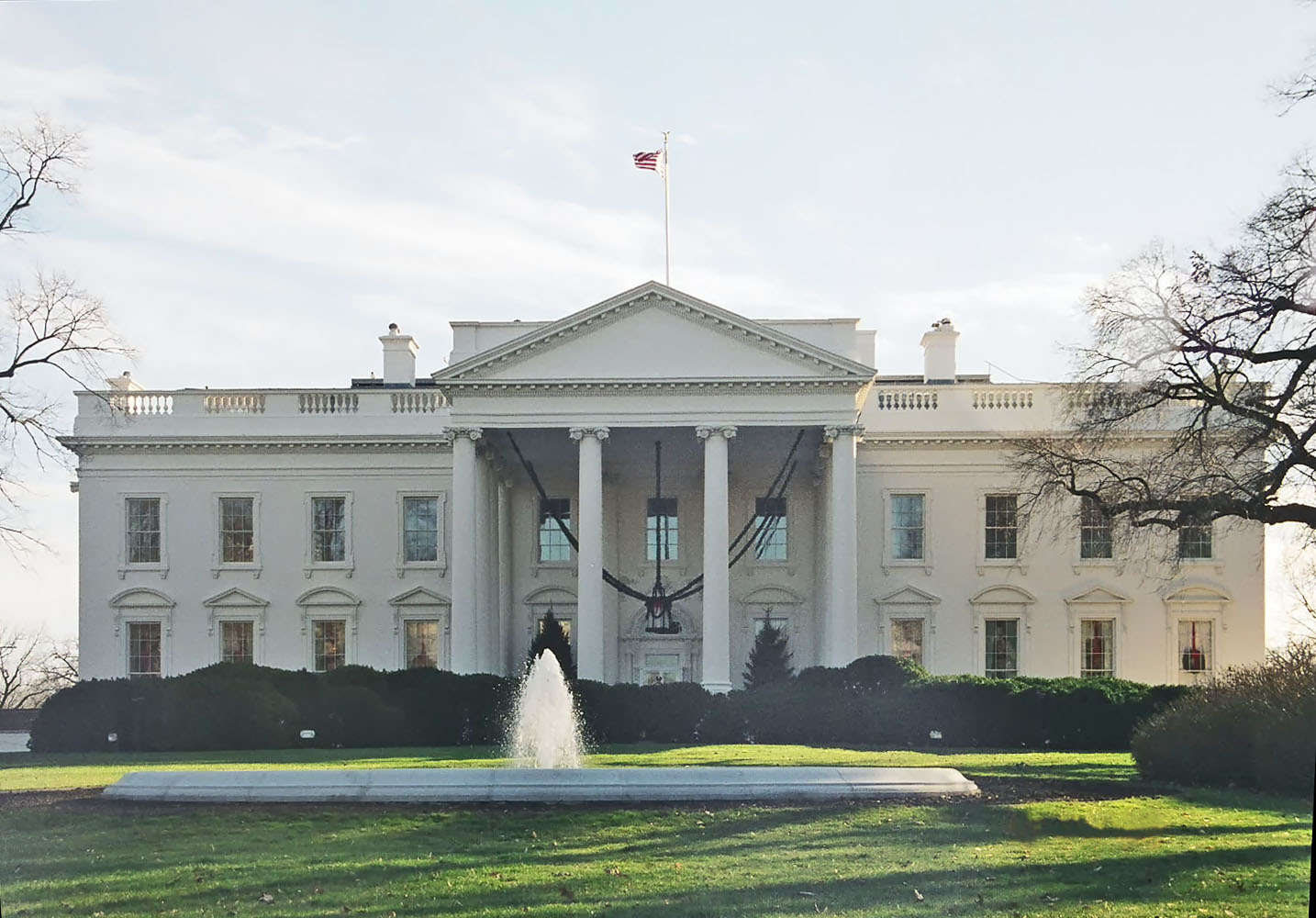
Phía bắc Nhà Trắng. Đây là cổng chính Nhà Trắng, được sử dụng mỗi khi nguyên thủ quốc gia nước khác đến thăm.

Trái với những điều người ta thường biết về Nhà Trắng, cổng Bắc của toà nhà không được thiết kế mô phỏng theo cổng của một dinh thự khác tại Dublin, Viceregal Lodge (nay là Aras an Uachtarain, nơi ở của Tổng thống Ireland). Trên thực tế, chiếc cổng được xây dựng sau này. Quyết định đặt thủ đô trên nhượng địa của hai tiểu bang chủ trương sở hữu nô lệ - Virginia và Maryland – gây ảnh hưởng đến việc tuyển dụng nhân công xây dựng cho các toà nhà chính phủ. Các uỷ viên thành phố D.C., được Quốc hội giao nhiệm vụ kiến thiết thành phố mới do tổng thống hướng dẫn, lúc đầu định sử dụng nhân công tuyển dụng từ châu Âu; nhưng vì đáp ứng từ châu lục là tiêu cực nên họ phải quay lại tìm nhân công người Mỹ gốc Phi, cả nô lệ lẫn người tự do. Những người này chiếm phần lớn lực lượng lao động xây dựng Nhà Trắng.
Công cuộc kiến thiết Nhà Trắng hoàn tất ngày 1/11 năm 1800. Tiến độ thi công cực kỳ chậm, phải mất 8 năm và tiêu tốn 232.371,83 USD, tương đương 2,4 triệu USD theo trị giá ngày nay tính cả mức lạm phát.
Cổng trước và sau chỉ được thêm vào kiến trúc toà nhà cho đến năm 1825.
Toà nhà lúc đầu được gọi là Dinh Tổng thống (Presidential Palace hoặc Presidential Mansion). Dolley Madison gọi đây là "Lâu đài Tổng thống". Tuy vậy, có bằng chứng cho thấy trong năm 1811, toà nhà lần đầu tiên được gọi là "Nhà Trắng", vì mặt ngoài được sơn trắng. Tên gọi Dinh Hành pháp cũng thường được dùng đến trong các văn kiện chính thức cho đến khi Tổng thống Roosevelt thiết lập tên chính thức là "Nhà Trắng", tên này được khắc lên các vật dụng văn phòng tổng thống năm 1901.
John Adams là tổng thống đầu tiên đến sống ở Nhà Trắng từ ngày 1/11/ 1800. Năm 1814 trong lúc diễn ra cuộc chiến năm 1812, nhiều toà nhà ở Washington, D.C. bị binh lính Anh thiêu rụi, Nhà Trắng cũng đứng trơ trọi với những bức tường chỏng chơ. Nhiều người cho rằng chính trong lúc tái thiết, người ta tìm cách che lấp hư hại của toà nhà do hoả hoạn bằng lớp sơn màu trắng, do đó mà thành tên gọi toà nhà; nhưng cách giải thích này vô căn cứ vì toà nhà đã được sơn trắng từ năm 1798. Trong số rất nhiều tài sản của Nhà Trắng bị binh lính Anh cướp phá, chỉ có hai thứ được tìm thấy - bức chân dung George Washington, được Đệ Nhất Phu nhân Dolley Madison cứu thoát, và một hộp nữ trang, năm 1939 được hoàn trả cho Tổng thống Franklin Delano Roosevelt bởi một người Canada, người này nói rằng ông nội của ông đã lấy từ Washington. Phần lớn bị cướp khi một đoàn tàu Anh trên đường đến Halifax bị chìm ngoài khơi Prospect do bị bão. Chiếc HMS Fantome dẫn một đoàn tàu trở lại Halifax khi đoàn tàu kia bị bão đánh chìm đêm 24/11 năm 1814.
Ngày 16/8 năm 1841, Nhà Trắng bị tấn công lần nữa khi Tổng thống John Tyler phủ quyết dự luật tái lập Đệ Nhị Ngân hàng Hoa Kỳ. Những thành viên Đảng Whig tức giận tụ tập trước Nhà Trắng trong một cuộc biểu tình, cho đến nay vẫn được xem là cuộc tụ tập bạo động nhất từng xảy ra trong lịch sử nước Mỹ.
Giống các dinh thự vùng quê nước Anh và Ireland mà nó mô phỏng, từ đầu thế kỷ XX, Nhà Trắng được mở cửa cho công chúng. Tổng thổng Thomas Jefferson cho mở cửa toà nhà đón tiếp người dân vào dịp lễ nhậm chức nhiệm kỳ thứ hai của ông năm 1805, khi đám đông dân chúng đến tham dự lễ tuyên thệ tổ chức tại Điện Capitol đã theo tổng thống về nhà và được tổng thống tiếp đón trong Phòng Lam (Blue Room).
Đôi khi những lần mở cửa tiếp đón công chúng gây ra hỗn loạn: năm 1829, Tổng thống Andrew Jackson buộc phải đến ở tạm tại khách sạn khi một đám đông ước chừng 20.000 công dân đến dự lễ tuyên thệ nhậm chức của ông tổ chức bên trong Nhà Trắng. Các phụ tá tổng thống phải dùng những chậu giặt chứa đầy cocktail pha rượu whiskey với nước vắt cam mới thu hút được đám đông di chuyển ra ngoài. Dù thế, thông lệ này vẫn cứ duy trì cho đến năm 1885, khi tổng thống tân cử Grover Cleveland sắp xếp lễ duyệt binh từ lễ đài lớn đặt ngay trước Nhà Trắng thay vì bên trong toà nhà như trước đây.
Jefferson mở cửa cho công chúng đến thăm nhà tổng thống được tổ chức theo đoàn, thông lệ này vẫn được duy trì cho đến nay, ngoại trừ lúc chiến tranh. Ông cũng khởi xướng truyền thống hằng năm đón tiếp công chúng dịp năm mới và ngày quốc khánh Hoa Kỳ. Tuy nhiên, thông lệ này chấm dứt vào đầu thập niên 1930.
Nhà Trắng vẫn được mở cửa theo những cách khác; tổng thống Abraham Lincoln than phiền rằng ông thường xuyên bị bao vây bởi những người đang tìm việc, đến gặp ông yêu cầu được bổ nhiệm vào những vị trí chính trị hoặc đòi hỏi những đặc ân khác khi ông mới bắt đầu ngày làm việc. Lincoln thà chịu phiền phức hơn là gánh nguy cơ trở thành kẻ thù của những người thân tín hoặc bạn hữu của chính trị gia quyền lực, hoặc người có ảnh hưởng với dư luận.
Ngày 19/12 năm 1960, Nhà Trắng được công nhận là Di tích Lịch sử Quốc gia.

## Cấu trúc

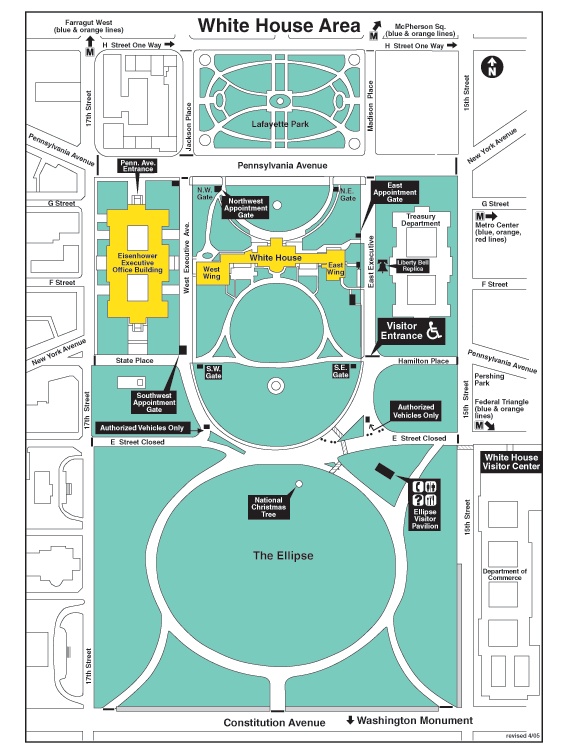
Sơ đồ hình dáng, bố cục Nhà Trắng

Chỉ ít người có thể nhận ra Nhà Trắng rộng đến đâu, bởi vì phần lớn cấu trúc của nó ẩn dưới mặt đất và vì nó trông nhỏ bé hơn kích thước thật khi so sánh với khung cảnh chung quanh. Bên trong Nhà Trắng có:
- 6 tầng với diện tích sàn tổng cộng là 5.100 m² (55.000 ft²)
- 132 phòng và 35 phòng tắm
- 412 cửa ra vào
- 147 cửa sổ
- 28 lò sưởi
- 8 cầu thang
- 3 thang máy
- 5 đầu bếp làm việc trọn thời gian
- 5.000 khách viếng thăm mỗi ngày
- 1 sân quần vợt
- 1 đường băng bowling
- 1 rạp chiếu phim
- 1 đường chạy
- 1 hồ bơi

Nhà Trắng là một trong những toà nhà chính phủ ở Washington D.C. có thiết kế đường dành riêng cho xe lăn với những thay đổi thích hợp khi Tổng thống Franklin D. Roosevelt, phải di chuyển trên xe lăn vì mắc bệnh bại liệt, đến sống ở đây. Trong thập niên 1990, Hillary Clinton, chấp thuận đề nghị của giám đốc văn phòng du khách Melinda N. Bates, cho thiết lập một đường dành cho xe lăn ở hành lang của Cánh Đông toà nhà. Năm 1948, Tổng thống Harry S. Truman ra một quyết định gây tranh cãi khi cho mở một ban công trên tầng hai hướng về Cổng Nam. Không lâu sau khi ban công được xây xong, người ta nhận ra rằng toà nhà có cấu trúc không cân xứng và nguy cơ bị đổ sụp là gần kề. Tổng thống và gia đình buộc phải dời sang toà nhà Blair bên kia đường trong khi tiến hành sửa chữa Nhà Trắng. Bên trong toà nhà bị tháo dỡ làm nó trông giống như một vỏ sò, những thanh rầm bằng gỗ được thay thế bằng đà bê tông cốt thép. Cũng có một số thay đổi, đặc biệt là thay đổi vị trí của cầu thang lớn để mở ra Tiền Sảnh (Entrance Hall), thay vì hướng vào Sảnh Thập tự như trước đây. Tổng thống Truman và gia đình trở về Nhà Trắng ngày 27 tháng 3 năm 1952.
Dù đã được chỉnh sửa vào cuối thập niên 1940 và đầu thập niên 1950 để phù hợp với tổng thể toà nhà, nội thất Nhà Trắng, qua những thập kỷ không được chăm sóc đúng mức cùng với nhiều di dời và sửa đổi, ngày càng xuống cấp. Jacqueline Kennedy, phu nhân Tổng thống John F. Kennedy (1961-1963), bắt tay tái thiết nội thất nhiều căn phòng của toà nhà theo kiểu dáng đầu thế kỷ XIX, sử dụng những vật dụng trang trí nội thất chất lượng cao vốn từ lâu bị lãng quên trong kho ở tầng hầm. Nhiều món đồ cổ, những bức tranh quý và những hiện vật khác là quà tặng từ những nhà hảo tâm giàu có, trong đó có Jane Engelhard, Jane Wrightsman, gia đình Oppenheimer ở Nam Phi và những cá nhân nhiều tiền của khác. Kiểu cách trang trí Kennedy, rất được ngưỡng mộ, mang âm hưởng cung đình Pháp là công trình của nhà trang trí Stephane Boudin của Jansen, một công ty thiết kế tiếng tăm ở Paris chuyên trang trí cho hoàng gia của Bỉ, Iran, Nữ Công tước Windsor và ngân hàng Reichsbank của Đức Quốc xã.
Kể từ lúc ấy, mỗi khi có một gia đình tổng thống vào sinh sống, họ đều tìm cách thay đổi phần trang trí của toà nhà; những thay đổi này đôi khi nhẹ nhàng, đôi khi triệt để, có khi gây ra lắm tranh cãi. Điển hình, phu nhân và tổng thống Clinton nhờ Kaki Hockersmith, một nhà trang trí đến từ Arkansas, làm mới lại một số căn phòng của toà nhà, kết quả là sự thay đổi này đã thu hút nhiều sự chế giễu của công luận.

## Cánh Tây

Mặt bằng

Đầu thế kỷ XX, một số kiến trúc phụ được thêm vào hai bên toà nhà chính nhằm đáp ứng số lượng nhân viên ngày càng gia tăng. Ở Cánh Tây có văn phòng tổng thống (Phòng Bầu dục) và văn phòng các viên chức cao cấp, có sức chứa cho khoảng 50 người. Ở đó cũng có Phòng Nội các, nơi hội họp của Hội đồng Bộ trưởng Hoa Kỳ, và Phòng Tình huống Nhà Trắng.
Một số người thuộc ban nhân viên Tổng thống làm việc ở Toà nhà Văn phòng Hành pháp Eisenhower kế cận.

## Cánh Đông
Cánh Đông là nơi dành cho các văn phòng phụ, được thêm vào Nhà Trắng năm 1942. Cánh Đông đôi khi được dùng để đặt văn phòng và là nơi làm việc cho ban nhân viên của Đệ Nhất Phu nhân. Rosalynn Carter, năm 1977, là người đầu tiên đặt văn phòng tại Cánh Đông và chính thức gọi nó là "Văn phòng Đệ Nhất Phu nhân". Cánh Đông được xây dựng trong thời kỳ Chiến tranh thế giới thứ hai nhằm che giấu công trình xây dựng công sự phòng thủ bên dưới nó để chuẩn bị cho những tình huống khẩn cấp. Công sự này được biết đến như là Trung tâm Điều hành Khẩn cấp của Tổng thống.

## Khuôn viên
Mặc dù khuôn viên Nhà Trắng có nhiều khu vườn được xây dựng suốt theo chiều dài lịch sử của tòa nhà, khung cảnh hiện thời của nó được thiết kế vào năm 1935 bởi Frederick Law Olmsted, Jr. thuộc công ty Olmsted Brothers, theo sự ủy quyền của Tổng thống Franklin D. Roosevelt.